# Holland Sport in het seizoen 1954/55
Het seizoen 1954/1955 was het eerste jaar in het bestaan van de Haagse betaaldvoetbalclub Holland Sport. De club werd opgericht door de fusie van Den Haag en Rotterdam, beide  kwamen uit de in de NBVB-competitie. Tot half januari 1955 droeg de club de naam Flamingo's'54. Omdat er in de KNVB al een club bestond met de naam Flamingo's moest er een andere naam komen: Holland Sport. De club kwam uit in de Eerste klasse A en eindigde daarin op de tweede plaats, dit betekende dat de club in het nieuwe seizoen uitkwam op het hoogste voetbalniveau.

## Wedstrijdstatistieken

### Eerste klasse A
|       | Amsterdam | DOS   | Emma  | Excelsior | Go Ahead | Leeuwarden | LONGA | MVV   | NAC   | Roda Sport | Stormvogels | Veendam | Zwolsche Boys |
| ----- | --------- | ----- | ----- | --------- | -------- | ---------- | ----- | ----- | ----- | ---------- | ----------- | ------- | ------------- |
| Thuis | 4 – 1     | 3 – 0 | 0 – 0 | 2 – 1     | 4 – 2    | 3 – 1      | 3 – 0 | 4 – 3 | 1 – 3 | 3 – 1      | 2 – 1       | 8 – 0   | 0 – 0         |
| Uit   | 3 – 4     | 2 – 1 | 1 – 3 | 4 – 6     | 0 – 5    | 1 – 2      | 0 – 1 | 1 – 1 | 3 – 2 | 2 – 3      | 2 – 1       | 1 – 1   | 0 – 5         |

## Statistieken Holland Sport 1954/1955

### Eindstand Holland Sport in de Nederlandse Eerste klasse A 1954 / 1955
| Stand | Gespeeld | Gewonnen | Gelijk | Verloren | Punten | Doelpunten voor | Doelpunten tegen |
| ----- | -------- | -------- | ------ | -------- | ------ | --------------- | ---------------- |
| 2e    | 26       | 18       | 4      | 4        | 40     | 72              | 33               |

### Topscorers
| Competitie \| # \| Naam \| \| \| ------ \| ---------------- \| -- \| \| 1. \| Henk Schouten \| 23 \| \| 2. \| Bertus de Harder \| 16 \| \| 3. \| Mick Clavan \| 11 \| \| 4. \| Luc Bijker \| 7 \| \| 4. \| Jacques Heijster \| 7 \| \| 6. \| Ab Kentie \| 2 \| \| 6. \| Cees de Jong \| 2 \| \| 6. \| Coen Rijshouwer \| 2 \| \| 9. \| Ger Krist \| 1 \| \| 9. \| Wim Zwarts \| 1 \| \| Totaal \| Totaal \| 72 \| |                  |      |
| # | Naam             | Goal |
| 1. | Henk Schouten    | 23   |
| 2. | Bertus de Harder | 16   |
| 3. | Mick Clavan      | 11   |
| 4. | Luc Bijker       | 7    |
| 4. | Jacques Heijster | 7    |
| 6. | Ab Kentie        | 2    |
| 6. | Cees de Jong     | 2    |
| 6. | Coen Rijshouwer  | 2    |
| 9. | Ger Krist        | 1    |
| 9. | Wim Zwarts       | 1    |
| Totaal | Totaal           | 72   |